# منتخب النيجر تحت 17 سنة لكرة القدم
منتخب النيجر تحت 17 سنة لكرة القدم (بالفرنسية: Équipe du Niger des moins de 17 ans de football)‏ هو ممثل النيجر الرسمي في المنافسات الدولية في كرة القدم في فئة كرة قدم تحت 17 سنة للرجال، يديريه اتحاد النيجر لكرة القدم.

## تشكيلة المنتخب

### قائمة اللاعبين
الحارسة صاحبة السوة الكبيرة 